# Max Heinhold

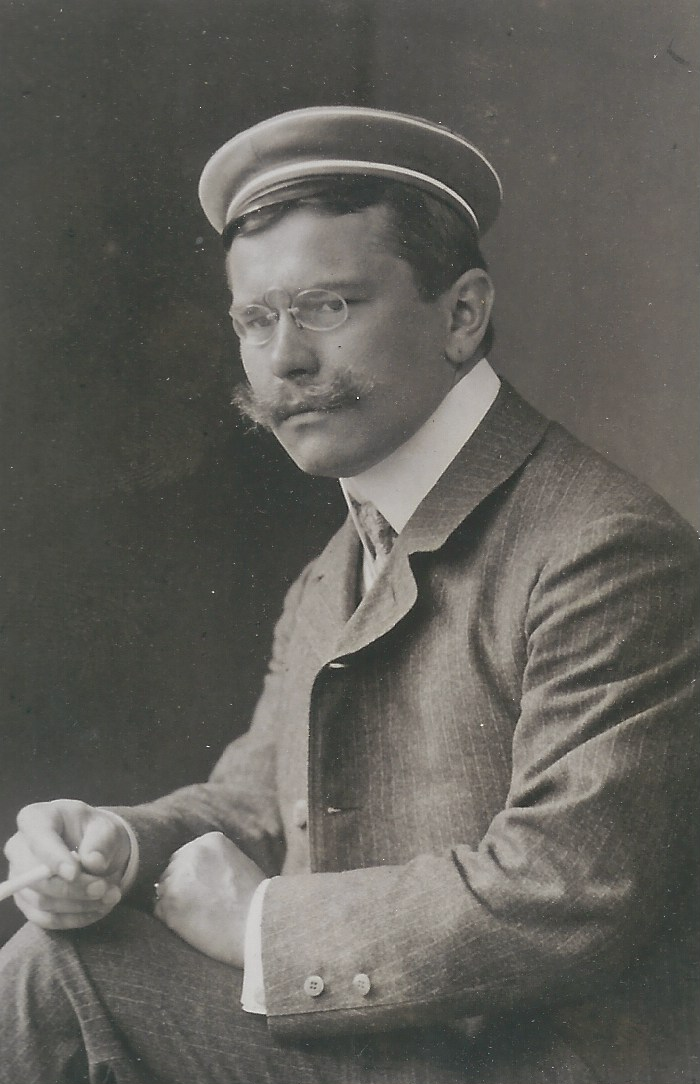
Max Heinhold als Hallenser Teutone

August Albert Max Heinhold (* 27. Juni 1881 in Inwenden im Saalkreis; † 23. März 1946) war ein deutscher Bergingenieur und Manager der Montanindustrie.

## Leben
Nach dem Abitur Ostern 1900 an den Franckeschen Stiftungen in Halle studierte Max Heinhold an der Technischen Hochschule Berlin vom Wintersemester 1900/1901 bis zum Sommersemester 1901 zwei Semester Maschinenbau. Zum Studium des Bergfachs wechselte er zum Wintersemester 1901/1902 an die Bergakademie Berlin. Von 1902 bis 1903 war er Bergbeflissener am Königlichen Oberbergamt Halle. Im Sommersemester 1903 setzte er sein Studium an der Universität Halle fort und schloss sich dort dem Corps Teutonia Halle an. Zum Wintersemester 1903/1904 ging er wieder nach Berlin, setzte dort seine Studien an der Universität und Bergakademie fort und wurde Mitglied des Corps Marchia Berlin. Im Dezember 1904 legte er in Berlin die 1. Staatsprüfung ab.
1904 begann er am Königlichen Oberbergamt Breslau das Referendariat für den Staatsdienst in der Berg-, Hütten- und Salinenverwaltung. Parallel hierzu verfasste er eine Dissertation zu einem geologischen Thema, mit der er im November 1905 an der Universität Gießen zum Dr. phil. promoviert wurde. 1908 wurde er zum Bergassessor ernannt. Spätestens von 1912 bis 1920 leitete er in Hamm die Zeche Sachsen. Von 1920 bis 1929 war er in Eisleben Generaldirektor der Mansfeldschen Kupferschiefer bauenden Gewerkschaft. In den ersten Jahren seiner Tätigkeit unterzog er das Unternehmen einer weitreichenden Umorganisation und Modernisierung. Anschließend ging er nach Belgrad und wurde hier Präsident der Jugoholding AG, Vizepräsident der Montania AG Belgrad und Deutscher Generalkonsul für Jugoslawien.
Nach Ende des Zweiten Weltkriegs versuchte Heinhold, allerdings letztlich erfolglos, als Aktionär des in der Ostzone in Magdeburg-Salbke ansässigen Chemieunternehmens Fahlberg-List im Auftrag des Vorstands der Aktiengesellschaft die Generalinteressen der Gesellschaft zu sichern.
Max Heinhold starb 1946 im Alter von 64 Jahren. Sein Grab befindet sich auf dem Luisenstädtischen Friedhof in Berlin-Kreuzberg (Feld AL4).

## Auszeichnungen
- Die Technische Hochschule Berlin verlieh ihm 1923 in „Anerkennung seiner Verdienste um die Neuorganisation und den Ausbau des Mansfelder Berg- und Hüttenwesens sowie der deutschen Metallwirtschaft“ die Würde eines Doktor-Ingenieurs ehrenhalber.[7]
- Die Stadt Hamm benannte nach ihm die Max-Heinhold-Straße.[8]

## Schriften
- Über die Entstehung des Pyropissits, Berlin 1906 (Digitalisat)